# Baragur, Arkalgud
Baragur là một làng thuộc tehsil Arkalgud, huyện Hassan, bang Karnataka, Ấn Độ.